# Flow (Perfumeの曲)
「Flow」（フロー）は、2022年3月9日にPerfume Records / ユニバーサルJから発売のPerfumeの27作目のシングル。

## 概要
前作「Time Warp」から約1年半ぶりとなるCDシングル。
Blu-ray付きの初回限定盤A、DVD付きの初回限定盤B、そして通常盤の3タイプで発売。
表題曲「Flow」は、TBS系火曜ドラマ『ファイトソング』の主題歌。カップリング曲として、2021年8月に神奈川・ぴあアリーナMMで開催されたワンマンライブ『Perfume LIVE 2021 [polygon wave]』で終演前に披露された新曲「マワルカガミ（polygon wave live ver.）」が収録されている。
「マワルカガミ (polygon wave live ver.)」がライブで披露されたのは2022年1月の「Perfume LIVE 2022 ［polygon wave］」までで、オリジナルアルバム「PLASMA」発売後はそちらに収録されているバージョンで披露されている。
初回限定盤A・B付属のBlu-rayもしくはDVDには、2021年8月に神奈川・ぴあアリーナMMで開催されたワンマンライブ『Perfume LIVE 2021 [polygon wave]』での「マワルカガミ」のライブパフォーマンス映像やメンバーそれぞれがライブのバックステージを撮影した映像が収録されている。

### 特典
- 初回限定盤A・B - Flow オリジナル特製付箋[3]
- 予約購入特典 - オリジナルクリアファイル（A4サイズ、店舗別、絵柄は各盤共通）[3]
  - A!SMART / UNIVERSAL MUSIC STORE
  - Amazon.co.jp
  - タワーレコード全店 およびタワーオンライン
  - TSUTAYA RECORDS全店 / HMV全店 およびHMV&BOOKS online / 新星堂 / WonderGOO / 山野楽器 / 楽天ブックス 他記載のないショップ

## 収録内容
| 全作詞・作曲・編曲: 中田ヤスタカ。 |                                                          |              |              |      |
| #                                  | タイトル                                                 | 作詞         | 作曲・編曲   | 時間 |
| 1.                                 | 「Flow」                                                 | 中田ヤスタカ | 中田ヤスタカ | 3:04 |
| 2.                                 | 「マワルカガミ（polygon wave live ver.）」               | 中田ヤスタカ | 中田ヤスタカ | 3:40 |
| 3.                                 | 「Flow (Instrumental)」                                  | 中田ヤスタカ | 中田ヤスタカ | 3:04 |
| 4.                                 | 「マワルカガミ (polygon wave live ver. / Instrumental)」 | 中田ヤスタカ | 中田ヤスタカ | 3:40 |
| 合計時間:                          | 合計時間:                                                | 13:28        |              |      |

※初回限定盤A・Bには、上記のCDに加え、以下のBlu-rayおよびDVDが付属。

| #  | タイトル                                                                              | 作詞 | 作曲・編曲 |
| -- | ------------------------------------------------------------------------------------- | ---- | ---------- |
| 1. | 「マワルカガミ (polygon wave live ver.)@Perfume LIVE 2021 [polygon wave] -New Edit-」 |      |            |
| 2. | 「Perfume View -Perfume LIVE 2022 [polygon wave]-」                                   |      |            |

## タイアップ
- TBS系火曜ドラマ『ファイトソング』主題歌（#1）